# Rapport social
 (novembre 2020).
Les rapports sociaux inscrivent les humains dans une trajectoire de vie à travers des interactions et des liens d'interdépendance. La socialisation, qu'elle soit familiale, clanique, culturelle, ou sur un lieu de travail, contribue à la construction d'une identité propre. La déconstruction de ces liens sociaux, à la suite d'un événement dit rupture, peut amener l'individu à entrer dans la spirale de l'exclusion. Ces rapports peuvent être de plusieurs styles : de domination (patron/ouvrier) , de coopération (amis) ; ils peuvent être de type macro ou microsocial.

## Approche marxiste
Karl Marx a appelé rapports sociaux de production, tous ceux qui surgissent entre les hommes au cours du processus de production, de changement et de distribution des biens matériels. Une des caractéristiques importantes de ce type de relations de production est qu'elles ne dépendent pas de la volonté du peuple, car elles peuvent être d'exploitation ou de coopération et d'entraide, selon la forme de propriété des moyens de production.